# Liste de points extrêmes du Bhoutan

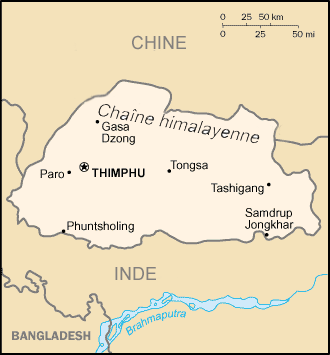
Carte du Bhoutan

Cet article donne une liste de points extrêmes du Bhoutan.

## Latitude et longitude
- Nord : la frontière avec la Chine est contestée
- Est : 27° 17′ 00″ N, 92° 07′ 00″ E : frontière avec la province d'Arunachal Pradesh en Inde
- Ouest : 27° 08′ 00″ N, 88° 44′ 00″ E : frontière avec l'Inde près du Parc national de Neora Valley
- Sud : 26° 42′ 00″ N, 89° 46′ 00″ E : frontière avec l'Inde

## Altitude
- Maximale : 7 570 m 28° 00′ 37″ N, 90° 27′ 14″ E Gangkhar Puensum[1]
- Minimale : rivière Manas